# Maria Rosaria Capobianchi
Maria Rosaria Capobianchi (* 1953 in Procida) ist eine italienische Biologin. Sie ist Spezialistin für Mikrobiologie und leitet eine Arbeitsgruppe im virologischen Labor des Istituto nazionale per le malattie infettive Lazzaro Spallanzani in Rom. Im Februar 2020 gelang es ihr zusammen mit Francesca Colavita und Concetta Castilletti, das Virus SARS-CoV-2, den Erreger der Lungenkrankheit COVID-19, zu isolieren. Eine teilweise Sequenzierung des Genoms von 2019-nCoV/Italy-INMI1 wurde auf der Datenbank GenBank veröffentlicht.

## Leben
Capobianchi wurde 1976 von der Universität Neapel in Biologie promoviert. 1988 erwarb sie ein Spezialdiplom in Mikrobiologie an der Universität La Sapienza in Rom. Nach ihrer Tätigkeit als Forscherin im Institut für Virologie der Universität La Sapienza arbeitete sie ab dem Jahr 2000 am Spallanzani. Ihre Forschungsarbeit konzentriert sich auf die Produktion und Wirkungsweise von Interferonen, das Auftreten von Viren, chronische virale Infekte, die Pathogenese von AIDS sowie die Entwicklung und Standardisierung von Testverfahren. Am INMI war sie ab 2009 Mitarbeiterin des “WHO Collaborating center for the for clinical care, diagnosis, response and training on Highly Infectious Diseases”.